# Phoenix (Dan Fogelberg)
Phoenix is het vijfde muziekalbum van de Amerikaanse singer-songwriter Dan Fogelberg. Het album moest opboksen tegen het onverwachte succes van Twin Sons of Different Mothers. Het betekende een terugkeer naar zijn gebruikelijk muziekstijl, vandaar een verwijzing naar de phoenix. Het album is opgenomen in diverse studios te Sausalito, Los Angeles, Nashville (Tennessee), Miami en Boulder (Colorado).
Van het album werden twee singles getrokken. Heart Hotels en Longer. In de Verenigde Staten bereikten ze hoge plaatsen in de hitlijsten. In Nederland bereikte alleen Longer de Top 40-lijst. Longer kwam later terug in enkele edities van de Top 2000.

## Musici
Er kwam weer een hele rij (bekende) artiesten naar de studio's:
- Dan Fogelberg - gitaar, synthesizers, zang
- Kenneth A. Buttrey - percussie, slagwerk
- Paul Harris- keyboards
- Jerry Hey - flugelhorn
- Russ Kunkel - conga, slagwerk
- Gayle Levant - harp
- Marty Lewis - percussie
- Jody Linscott - conga
- Andy Newmark - slagwerk
- Norbert Putnam - basgitaar
- Tom Scott - saxofoon, lyricon
- Mike Utley - orgel, keyboards

## Composities
Allen van Fogelberg behalve waar aangegeven:
1. "Tullamore Dew" – 1:16
2. "Phoenix" – 7:06
3. "Gypsy Wind" – 3:59
4. "The Last to Know" – 3:11
5. "Face the Fire" – 5:39
6. "Wishing on the Moon" – 4:32
7. "Heart Hotels" – 4:15
8. "Longer" – 3:15
9. "Beggar's Game" – 5:00
10. "Along the Road" – 4:34